# 李洋洁遇害案
李洋洁遇害案是发生在2016年5月11日晚，中国留德学生李洋洁在德国萨克森-安哈尔特州德绍市被性侵犯后谋杀身亡的案件。李洋洁为安哈尔特应用技术大学的一名建筑学学生。案件嫌疑人为一对德国年仅20岁的年轻情侣。由于嫌疑人父母皆为当地警察局官员，因此相关司法正义议题在中德两国都引起讨论。

## 背景
中国学生李洋洁出生于河南焦作，曾就读于河南科技大学建筑工程学院，受害时25岁，是安哈尔特应用技术大学建筑专业第五学期硕士生，其父是一名警察。
塞巴斯蒂安·F（Sebastian F.），生于1996年，德绍市警察拉默娜·S（Ramona S.）的独生子，曾接受过儿童精神医院治疗，放弃学业后领失业金为生。仙尼亚·I（Xenia I.）生于1997年，和塞巴斯蒂安·F生有两个孩子，与另一男性有第三个孩子。仙尼亚自称，塞巴斯蒂安对于给性伴侣带来痛苦有特殊癖好。

## 犯罪经过
2016年5月11日晚，购物后的李洋洁回到位于约翰内斯街4号的家中，约20时30分外出跑步。附近一家古董店的视频监控拍摄到，仙尼亚向李洋洁搭讪并指向楼上，寻求其帮助。监控显示，李洋洁稍作犹豫之后随仙尼亚进入楼中。检察官的调查报告确认，李洋洁被埋伏在门后的塞巴斯蒂安袭击，后拖至二楼的空置房屋并被暴力性侵。案发现场血迹斑斑，法医鉴定显示李洋洁全身多处骨折，遭受了“数小时的痛苦垂死挣扎”。
仙尼亚参与了对遇害人李洋洁的性虐待，曾借助Google翻译询问李“是否有生殖疾病、独住还是合租、她的朋友是否会报案”等问题，在男友作案期间还曾到三楼的家中将孩子抱到床上。塞巴斯蒂安将尸体从楼上抛下。从作案到被逮捕前，男嫌犯与其母亲——警察官拉默娜·S——通话40余次并报告了他的罪行。

## 失踪与发现
2016年5月11日晚，李洋洁离家跑步，失踪前身穿灰白色T恤和黑色运动鞋。次日，当地警方收到失踪报案，并展开搜查。中国驻柏林使馆也收到了失踪的报告。13日，警方发现一具裸体女性尸体，而头部及面部经受过重创难以辨认，口部和面部彻底毁坏，带伤而扭曲的身体说明之前的剧烈挣扎。后来经法医鉴定确认尸体是失踪的李洋洁。

## 调查与指控
2016年5月23日，塞巴斯蒂安与其未婚妻仙尼亚向警方自首。两人承认受害者体内的DNA来自于男方，并声称受害者于5月10日（遇害前一天）与他们一起发生了“自愿性行为”，地点为他们居住的公寓，即尸体发现不远处。两人否认与谋杀有关联，但警方发布逮捕令以涉嫌联合谋杀将两人逮捕。
嫌疑人父母因有可能对案件调查施加影响，舆论对调查工作中立性有诸多争议。5月25日萨克森-安哈尔特州内政部决定案件侦破工作由德绍当地警方转交给位于哈雷的该州南部警局负责。5月30日，萨克森-安哈尔特州总检察院发言人宣布，德绍市检察机关继续负责对此案的调查工作，并由一名经验丰富的女检察官负责，对外发布消息的公关工作则由州总检察院负责。
男嫌犯的继父约尔格·S（Jörg S.）和母亲在事件后都请病假在家，6月3日为自家经营的名为“友谊”（Freundschaft）的花园酒吧举行重新开业庆典，而李洋洁的追悼会此前一天刚刚举行，此举被媒体报道后激起众怒。6月6日，萨克森-安哈尔特州内政部长施塔尔克内希特（Holger Stahlknecht）宣布免去男嫌犯继父的德绍警察分局局长职务。
男嫌犯于6月5日被媒体曝光曾涉40余起刑事案件，包括纵火、侮辱他人、破坏公物、人身伤害等等。萨克森-安哈尔特州总检察院随后发表声明，嫌犯的犯罪记录与当前案件无关，也没有确实的证据证实嫌犯父母参与了干扰案件调查。
2016年9月16日，检方调查结束，于21日起诉两名嫌疑人谋杀和危险身体伤害罪，男嫌犯还被控2013年夏季的其他两起强奸。

## 司法程序
2016年11月25日，德绍-罗斯劳地方法庭开庭审理此案，李洋洁父母是庭审的共同起诉人。男女被告开始都否认犯案，2017年1月女被告打破沉默并承认罪行。庭审过程中，警方在调查中的诸多失误被暴露出来。男嫌犯的继父出庭作证，而其母亲始终称病。
经历八个月之久的34次庭审，2017年8月4日，德绍地方法院一审判决男被告塞巴斯蒂安·F犯有强奸、谋杀两项罪名，终身监禁、不得假释，按照青年刑法判决女被告仙尼亚·I性虐待罪，刑期五年半。法院还判决两名被告向遇害者家属赔偿6万欧元的精神损失费。
控辩双方都提起了上诉和抗诉。2018年9月3日和9月6日，德国联邦最高法院分别对男女被告作出终审判决，维持原判。

## 类似事件
2018年8月28日，中国驻德国大使馆接到图林根州耶拿大学中国学联报案称，该校26岁中国山西籍男性留学生刘某遇害。当天中午，一名23岁越南籍男性学生向警方自首，并交代了杀人事实。根据嫌犯描述的抛尸地点，警方在耶拿萨勒河中打捞到了遗体。凶手因患有精神分裂症，于2019年7月被判处在法院指定的精神病院内接受强制治疗，直至治疗生效之后才能出院。